# Чемпіонат світу з шосейно-кільцевих мотоперегонів 1954
Чемпіонат світу з шосейно-кільцевих мотоперегонів сезону 1954 року — 6-й сезон змагань з шосейно-кільцевих мотоперегонів серії Гран-Прі, що проводився під егідою Міжнародної мотоциклетної федерації (FIM). Змагання відбувались у 5 класах: 500cc, 350cc, 250cc, 125cc та 500cc на мотоциклах з колясками. Всього відбулось 9 етапів. Почався сезон 30 травня з Гран-Прі Франції, завершився 3 жовтня гонкою Гран-Прі Іспанії.
| Номінація | 500cc      | 500cc      | 350cc           | 350cc      | 250cc               | 250cc      | 125cc               | 125cc      | 500cc з колясками | 500cc з колясками |
| Номінація | Гонщик     | Виробник   | Гонщик          | Виробник   | Гонщик              | Виробник   | Гонщик              | Виробник   | Гонщик            | Виробник          |
| --------- | ---------- | ---------- | --------------- | ---------- | ------------------- | ---------- | ------------------- | ---------- | ----------------- | ----------------- |
| І місце   | Джеф Дюк   | Gilera     | Фергус Андерсон | Moto Guzzi | Вернер Хаас         | NSU        | Руперт Холлаус      | NSU        | В.Ноль/Ф.Крон     | Norton            |
| ІІ місце  | Рей Амм    | Norton     | Рей Амм         | Norton     | Руперт Холлаус      | Moto Guzzi | Карло Уббіалі       | MV Agusta  | Е.Олівер/Л.Натт   | BMW               |
| ІІІ місце | Кен Кавано | Moto Guzzi | Род Коулмен     | AJS        | Герман Пауль Мюллер | Adler      | Герман Пауль Мюллер | FB-Mondial | С.Сміт/С.Діббен   | —                 |

## Етапи Гран-Прі
У порівнянні з попереднім сезоном кількість Гран-Прі залишилась незмінною — 9. Усі гонки відбувались у Європі. Послідовність перших шести етапів була змінена: вперше дебютною гонкою сезону стало Гран-Прі Франції, а не Isle of Man TT. Французький етап переїхав із Руан-Ле-Ессар до Реймс-Гу, а західно-німецький повернувся з Шоттенрінгу до Солітудереннена.
| Раунд | Дата       | Гран-Прі              | Автомотодром                                 | Переможці          | Переможці      | Переможці       | Переможці   | Переможці        | Звіт |
| Раунд | Дата       | Гран-Прі              | Автомотодром                                 | 125cc              | 250cc          | 350cc           | 500cc       | 500cc з коляскою | Звіт |
| ----- | ---------- | --------------------- | -------------------------------------------- | ------------------ | -------------- | --------------- | ----------- | ---------------- | ---- |
| 1     | 30 травня  | Гран-Прі Франції      | Реймс-Гу, Реймс                              |                    | Вернер Хаас    | П'єр Монере     | П'єр Монере |                  | Звіт |
| 2     | 18 червня  | Isle of Man TT1       | Кліпс Курс/Snaefell Mountain Course, Дуглас2 | Руперт Холлаус     | Вернер Хаас    | Род Коулмен     | Рей Амм     | Олівер/Натт      | Звіт |
| 3     | 26 червня  | Гран-Прі Ольстеру3    | Дандро, Антрім                               | Руперт Холлаус     | Вернер Хаас    | Рей Амм         | Рей Амм4    | Олівер/Натт      | Звіт |
| 4     | 4 липня    | Гран-Прі Бельгії      | Спа-Франкоршам, Спа                          |                    |                | Кен Кавано      | Джеф Дюк    | Олівер/Натт      | Звіт |
| 5     | 10 липня   | Гран-Прі Нідерландів3 | Ассен, Ассен                                 | Руперт Холлаус     | Вернер Хаас    | Фергус Андерсон | Джеф Дюк    |                  | Звіт |
| 6     | 25 липня   | Гран-Прі ФРН          | Солітудереннен, Штутгарт                     | Руперт Холлаус     | Вернер Хаас    | Рей Амм         | Джеф Дюк    | Ноль/Крон        | Звіт |
| 7     | 22 серпня  | Гран-Прі Швейцарії    | Бремгартен, Берн                             |                    | Руперт Холлаус | Фергус Андерсон | Джеф Дюк    | Ноль/Крон        | Звіт |
| 8     | 12 вересня | Гран-Прі Націй        | Монца, Монца                                 | Гвідо Сала         | Артур Вілер    | Фергус Андерсон | Джеф Дюк    | Ноль/Крон        | Звіт |
| 9     | 3 жовтня   | Гран-Прі Іспанії      | Монжуїк, Монжуїк                             | Тарквіньйо Провіні |                | Фергус Андерсон | Діккі Дейл  |                  | Звіт |

Примітки:
1. ↑  — гонка відбувалася в п'ятницю;
2. ↑  — гонки класів 125cc та 500cc з коляскою проходили на трасі Кліпс Курс, інших — на Snaefell Mountain Course;
3. ↑  — гонка проходила в суботу;
4. ↑  — гонка була зупинена через погану погоду, тому її результати в загальний залік чемпіонату світу не зараховувались.

## Нарахування очок
Система нарахування очок в порівнянні з попереднім сезоном залишилась незмінною: очки нараховувались першим 6 гонщикам. У класах 250cc, 125cc та 500cc з коляскою в загальний залік гонщика враховувались результати найкращих чотирьох гонок, тоді як у класах 350cc та 500cc зараховувались результати найкращих п'яти.
| Місце | 1 | 2 | 3 | 4 | 5 | 6 | ≥7 |
| Очки  | 8 | 6 | 4 | 3 | 2 | 1 | 0  |

## 500cc

### Залік гонщиків
| М  | Гонщик          | Мотоцикл           | ФРА | МЕН | БЕЛ | НІД | ФРН | ШВЦ | НАЦ | ІСП | Очки    |
| -- | --------------- | ------------------ | --- | --- | --- | --- | --- | --- | --- | --- | ------- |
| 1  | Джеф Дюк        | Gilera             | 12  | 2   | 1   | 1   | 1   | 1   | 1   |     | 40 (46) |
| 2  | Рей Амм         | Norton             |     | 1   | Нф  | Нф  | 2   | 2   | 7   |     | 20      |
| 3  | Кен Кавано      | Moto Guzzi         |     | Нф  | 2   | Нф  | 4   | Нф  | 6   | 2   | 16      |
| 4  | Діккі Дейл      | MV Agusta          |     | 7   |     | 5   | 20  |     | 4   | 1   | 13      |
| 5  | Рег Армстронг   | Gilera             | Нф  | 4   | Нф  | Нф  | 3   | 3   | 5   |     | 13      |
| 6  | П'єр Монере     | Gilera             | 1   |     | Нф  |     |     | 7   | Нф  |     | 8       |
| 7  | Фергус Андерсон | Moto Guzzi         |     | Нф  | Нф  | 2   | 5   | Нф  | 7   | Нф  | 8       |
| 8  | Карло Бандірола | MV Agusta          |     |     |     | 3   | Нф  |     | 3   | Нф  | 8       |
| 9  | Джек Бретт      | Norton             |     | 3   |     |     | 6   | 4   | 11  |     | 8       |
| 10 | Умберто Мазетті | Gilera             |     |     |     |     |     |     | 2   |     | 6       |
|    | Альфредо Мілані | Gilera             | 2   |     |     |     |     |     |     |     | 6       |
| 12 | Род Коулмен     | AJS                |     | Нф  | Нф  | 4   | 8   | 5   | Нф  |     | 5       |
| 13 | Нелло Пагані    | MV Agusta          |     |     |     | 7   |     |     | 12  | 3   | 4       |
| 14 | Жак Колло       | Norton             | 3   |     |     |     |     |     |     |     | 4       |
|    | Леон Мартін     | Gilera             |     |     | 3   |     |     |     |     |     | 4       |
| 16 | Боб МакІнтайр   | AJS                |     | 14  | 4   | 6   | 7   | Нф  |     |     | 4       |
| 17 | Луїджі Тавері   | Norton / MV Agusta | 4   |     |     |     |     | 9   | 10  | Нф  | 3       |
| 18 | Томмі Вуд       | Norton             |     |     |     |     |     |     |     | 4   | 3       |
| 19 | Огюст Гоффін    | Norton             | Нф  |     | 9   |     |     |     |     | 5   | 2       |
| 20 | Боб Метьюз      | Norton             | 5   |     | 13  | 14  | 19  |     |     | 10  | 2       |
| 21 | Кейт Кемпбелл   | Norton             |     |     | 5   | Нф  |     |     |     |     | 2       |
| 22 | Руді Аллісон    | Norton             |     | 5   |     |     |     |     |     |     | 2       |
| 23 | Гарольд Кларк   | Norton             |     | Нф  | 8   |     |     |     |     | 6   | 1       |
| 24 | Сіріл Юліан     | Norton             | 6   | 48  |     |     | 14  |     |     |     | 1       |
| 25 | Петер Мерфі     | Matchless          |     | 18  | 6   | Нф  |     |     |     |     | 1       |
| 26 | Дерек Фарран    | AJS                |     | Нф  |     |     | Нф  | 6   |     |     | 1       |
| 27 | Гордон Лейнг    | Norton             |     | 6   |     |     |     |     |     |     | 1       |
| М  | Гонщик          | Мотоцикл           | ФРА | МЕН | БЕЛ | НІД | ФРН | ШВЦ | НАЦ | ІСП | Очки    |

| Колір      | Результат                           |
| ---------- | ----------------------------------- |
| Золотий    | Переможець                          |
| Срібний    | 2-е місце                           |
| Бронзовий  | 3-є місце                           |
| Зелений    | Фініш в очковій зоні                |
| Синій      | Фініш без очок                      |
| Синій      | Не класифікувався (Нк)              |
| Пурпуровий | Не фінішував (Нф)                   |
| Червоний   | Не кваліфікувався (Нкв)             |
| Червоний   | Попередньо не кваліфікувався (Пнкв) |
| Чорний     | Дискваліфікований (Дскв)            |
| Білий      | Не стартував (Нс)                   |
| Білий      | Знятий (Зн)                         |
| Білий      | Гонка скасована (X)                 |
| Білий      | Не брав участі                      |
| Білий      | Виключений (EX)                     |

Примітка:

Потовщеним шрифтом виділені результати гонщика, який стартував з поулу;

Курсивним шрифтом позначені результати гонщиків, які показали найшвидше коло.

### Залік виробників
У залік виробників враховувався результат одного найкращого гонщика виробника.
| М | Конструктор | ФРА | МЕН | БЕЛ | НІД | ФРН | ШВЦ | НАЦ | ІСП | Очки    |
| - | ----------- | --- | --- | --- | --- | --- | --- | --- | --- | ------- |
| 1 | Gilera      | 1   | 2   | 1   | 1   | 1   | 1   | 1   |     | 40 (54) |
| 2 | Norton      | 3   | 1   | 5   |     | 2   | 2   |     | 4   | 27 (29) |
| 3 | Moto Guzzi  |     |     | 2   | 2   | 4   |     | 6   | 2   | 22      |
| 4 | MV Agusta   |     |     |     | 3   |     |     | 3   | 1   | 16      |
| 5 | AJS         |     |     | 4   | 4   |     | 5   |     |     | 8       |
| 5 | Matchless   |     |     | 6   |     |     |     |     |     | 1       |